# Homo sociologicus
L'homo sociologicus est un concept sociologique vaste et polysémique, qui fait généralement référence au caractère social de tout individu ou agent social.

## Concept
Le concept d'homo sociologicus a fait l'objet de plusieurs interprétations à travers le temps. 
Certains auteurs l'ont utilisé pour critiquer le concept d'homo œconomicus selon lequel tout individu est ou doit être considéré comme rationnel, traitant parfaitement l'information afin d'agir dans son intérêt personnel. L'homo sociologicus serait une interprétation plus vraie de l'homme en tant qu'il est un acteur social, inséré dans des dynamiques de conflits comme de coopération.
Pierre Bourdieu utilise un concept similaire dans son ouvrage Les Héritiers, pour comprendre et expliquer « le plaisir du contact », le besoin d'interaction des individus,. Il s'oppose toutefois frontalement à la réduction des agents sociaux à des figures standardisées telles que l'homo sociologicus.
La notion est centrale dans la sociologie de Raymond Boudon, qui met en avant l'individualisme méthodologique. Analysant l'homo oeconomicus, Boudon propose comme alternative un homo sociologicus, qui est une version moins rationnelle, plus subjective, de son cousin économique. Il est placé dans des situations de choix où « la notion de meilleure choix est mal définie ». Il doit répondre à des attentes sociales liées à ses rôles sociaux, et ses préférences dépendent de sa trajectoire biographique. Contrairement à l'homo oeconomicus, il peut intérioriser des valeurs, La figure de l'homo sociologicus est originellement basée, chez Boudon, sur les travaux sur la rationalité limitée de Herbert Simon.